# Kniebis

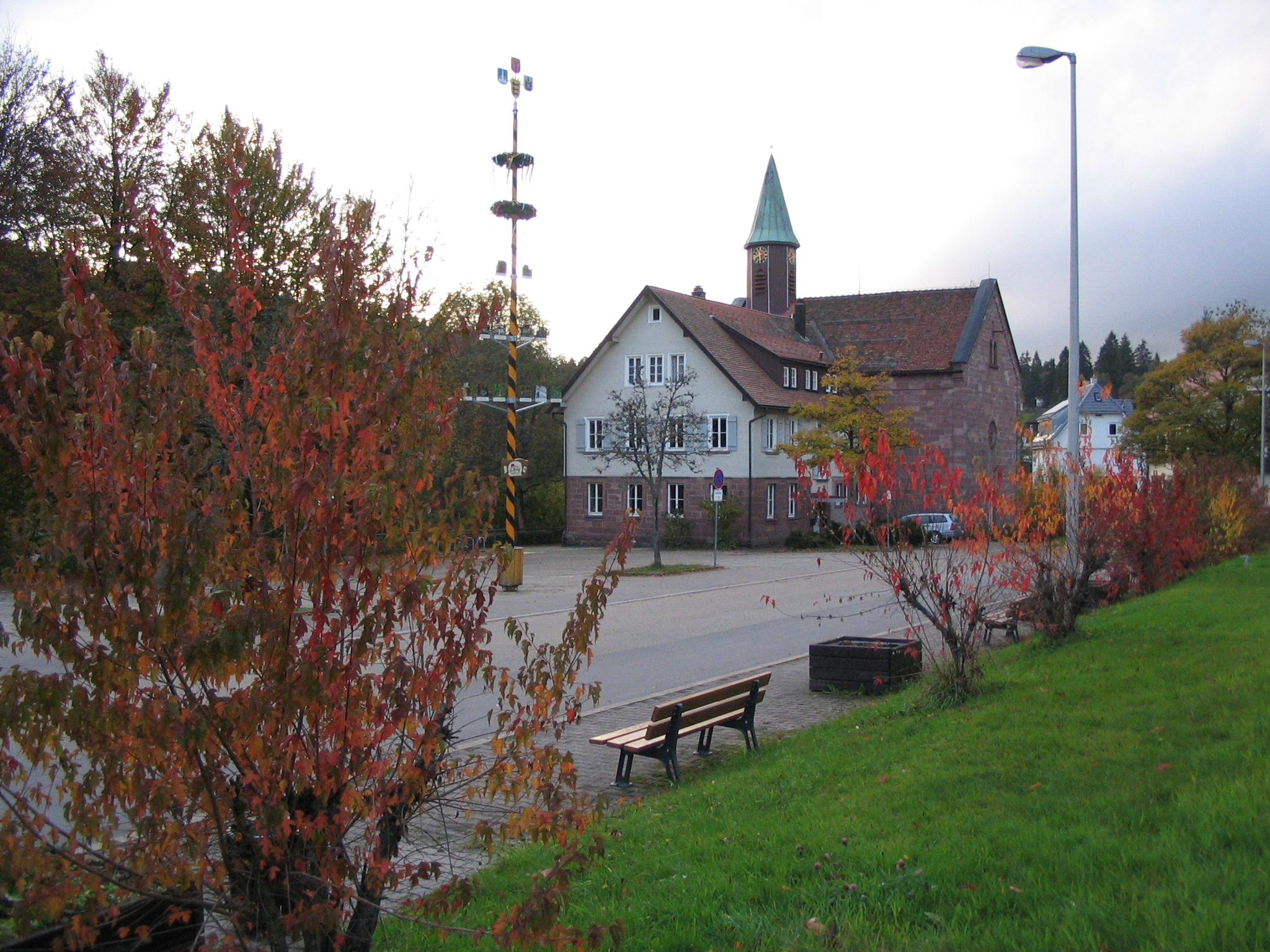
Un edificio en el monte.

Kniebis es el nombre de un monte en Baden-Wurtemberg, Alemania, y de una aldea ubicada en el área de la cumbre de este monte y que desde 1973 es un barrio de Freudenstadt.

## Topografía
El punto más alto se encuentra a 960 m.